# Šentviška Gora
Šentviška Gora – wieś w Słowenii, w gminie Tolmin. W 2018 roku liczyła 100 mieszkańców.